# Arboretum w Rogowie
Arboretum w Rogowie – należy do grupy najcenniejszych, najbogatszych w gatunki i odmiany drzew i krzewów tego typu ogrodów w Europie. Arboretum położone jest na terenie województwa łódzkiego, w powiecie brzezińskim, w gminie Rogów. Leży na terenie dawnej wsi Kiełbasa, od 1992 w granicach osady Rogów (powiat brzeziński). 
Ogród zlokalizowany jest w regionie Nizin Środkowopolskich, na Wysoczyźnie Rawskiej. Położony jest na obszarze zlodowacenia środkowopolskiego stadiału Warty. Hydrologicznie należy do zlewni Wisły. Materiał polodowcowy to głównie gliny i piaski zwałowe. Warstwy powierzchniowe to przede wszystkim utwory pyłowe pochodzenia eolicznego. Dlatego też tutejsze gleby są dość żyzne i kwaśne, przeważają gleby płowe. Poziom wody gruntowej jest bardzo niski, poza zasięgiem korzeni drzew.

## Historia

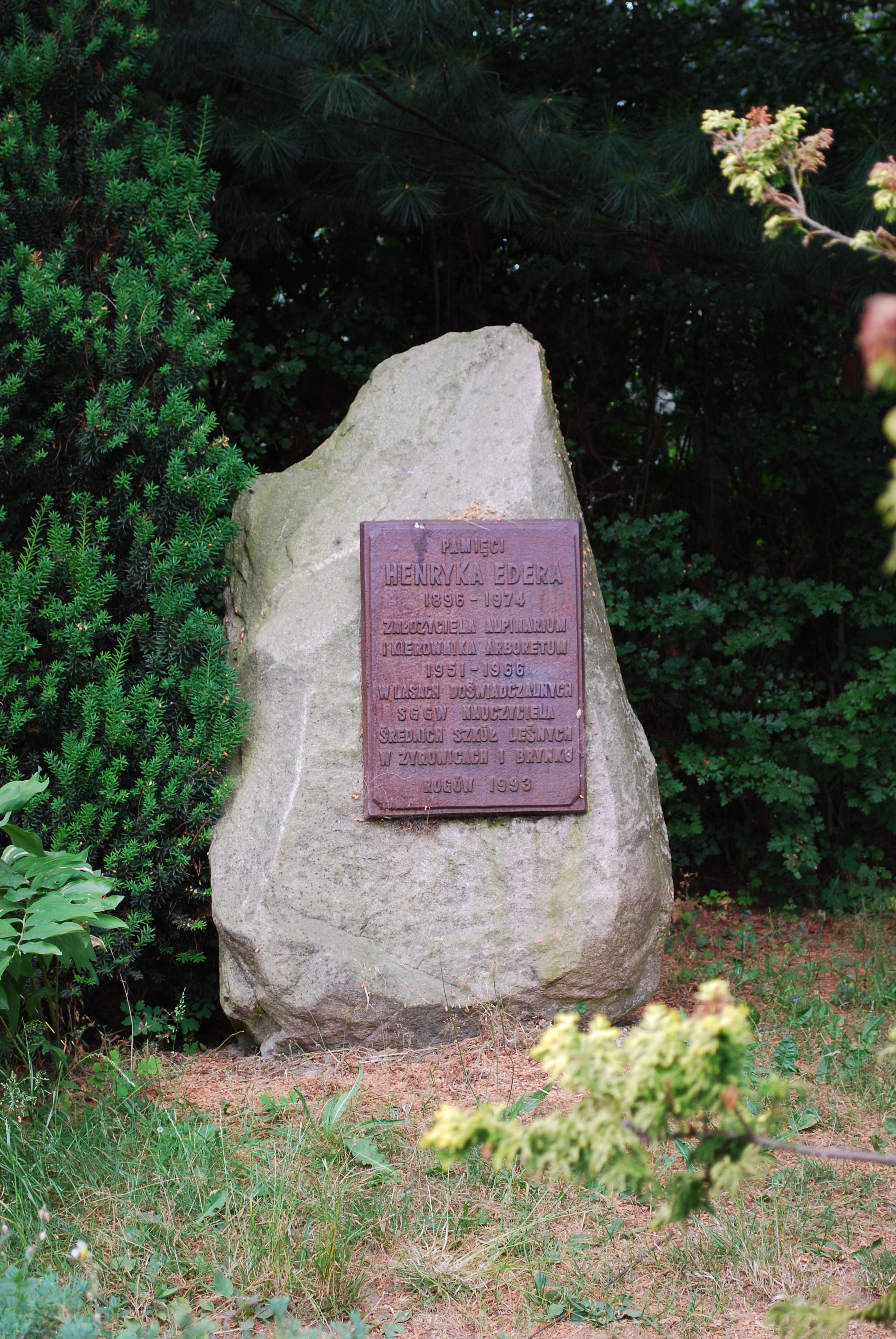
Tablica pamiątkowa ku czci Henryka Edera

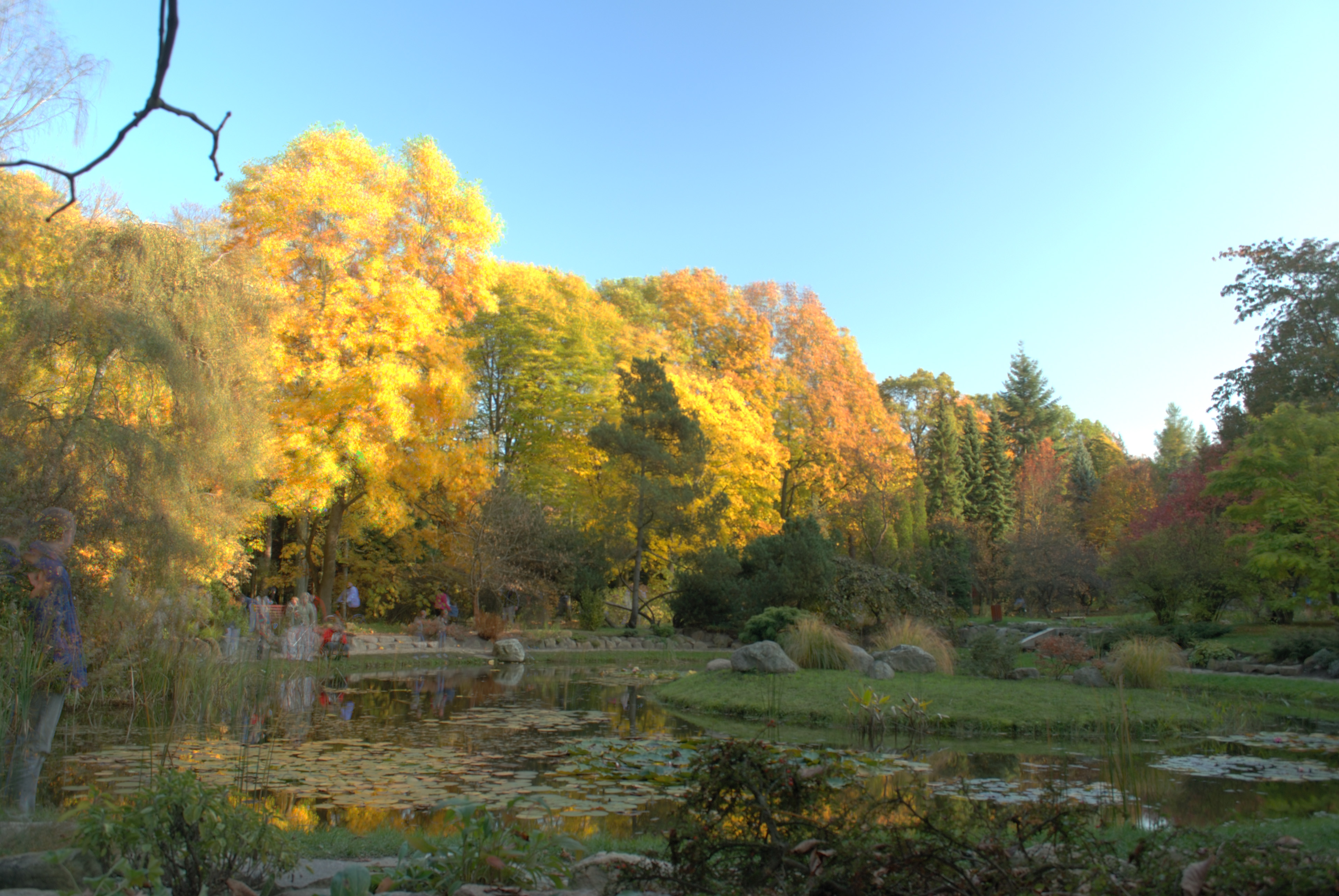
Torfowisko jesienią

Arboretum rogowskie należy do tzw. arboretów leśnych, czyli takich, których działalność jest związana w pewien określony sposób z leśnictwem. Od początku istnienia (1925 r.) podlega pod Wydział Leśny SGGW, stąd jego nietypowy charakter.
5 lipca 1919 r. Minister Rolnictwa i Dóbr Publicznych przekazał Szkole Głównej Gospodarstwa Wiejskiego część lasów nadleśnictwa Skierniewice do celów naukowych i badawczych.
W 1925 r. prof. Edward Chodzicki założył pierwszą powierzchnię doświadczalną, na której posadził daglezję zieloną (Pseudotsuga menziesii). Dziś są to najwyższe w okolicy Rogowa drzewa (ponad 36 m wysokości).
Przed wojną na terenie arboretum zakładano wyłącznie powierzchnie doświadczalne. Posadzono ok. 100 gatunków drzew obcego pochodzenia. Powierzchnia ogrodu wynosiła wtedy 61,58 ha. Jednak ze względu na brak stałego personelu rozwój arboretum w tym okresie był bardzo powolny.
Dodatkowo po II wojnie światowej liczba gatunków zmalała do 51 z powodu braku opieki i dwóch bardzo mroźnych zim.
W 1947 r. ogrodem zaopiekowała się Katedra Botaniki Leśnej Wydziału Leśnego SGGW. Zaczęto zakładać coraz to nowe poletka doświadczalne, szkółki, zakupiono nowy sprzęt, niezbędny do pielęgnacji drzewostanów. Nowe gatunki ściągnięto głównie z Arboretum w Kórniku.
W 1951 roku kierownikiem arboretum został inż. Henryk Eder, który bez reszty oddał się modernizacji ogrodu. Sporządził mapy geodezyjne, wyznaczył sieć dróg, założył szkółkę, zbudował zaplecze gospodarcze i szklarnię – mnożarkę. Dzięki temu mógł powiększać kolekcje roślin w arboretum. W tym pierwszym okresie wielką pomoc okazywały stare ogrody botaniczne, a przede wszystkim arboretum kórnickie. To były nie tylko rośliny, nasiona, sadzonki, ale i cenne rady i konsultacje profesorów Stefana Białoboka, Kazimierza Browicza, Henryka Chylareckiego, a szczególnie profesora Władysława Bugały, który był wówczas dość częstym gościem w Rogowie, a inż. Eder często bywał w Kórniku.
W 1953 r. przy bursie studenckiej wybudowano basen kąpielowy. Inżynier postanowił wykorzystać hałdy ziemi pozostałe po wykopaniu basenu pod budowę alpinarium. Poza tym podjął się założenia parku dendrologicznego w pobliżu bursy studenckiej i pracowni naukowych SGGW. Projekt owego parku był pracą dyplomową doc. Włodzimierza Senety, wykonaną w 1951 roku w Zakładzie Architektury Krajobrazu i Parkoznastwa SGGW pod kierownictwem inż. arch. Władysława Niemirskiego.
Ze względów ekonomicznych Eder nie mógł w pełni wykorzystać założeń projektowych Senety. W parku znalazły się głównie rośliny ozdobne, tj. krzewuszki, żylistki, jaśminowce, tawuły, magnolie, jałowce, żywotniki. Zostały sprowadzone m.in. z Kórnika, Krakowa, Warszawy, Niemodlina, Berlina, Ottawy, Edynburga, Wageningen.
Pod budowę ogrodu skalnego wykorzystano 1,5 ha gruntu rolnego, przylegającego do arboretum od strony zakładanego właśnie parku dendrologicznego. Eder zatrudnił kilkunastu tutejszych mieszkańców i rozpoczął gromadzenie kamieni granitowych, jeżdżąc po okolicznych wsiach. Zdobył także wapienie, dzięki czemu stworzył warunki do wzrostu roślinom wapniolubnym. Prace nad budową alpinarium trwały do 1960 r.
W 1952 r. Eder wydał pierwszy katalog nasion (Index seminum). Zapoczątkował w ten sposób coroczną wymianę nasion z ponad 400 ogrodami botanicznymi i arboretami na całym świecie. Do dziś jest to podstawowe źródło pozyskiwania nowych gatunków drzew i krzewów.
Poza tym inżynier od początku kierowania ogrodem prowadził bardzo skrupulatnie dokumentację kolekcji roślinnych i leśnych powierzchni doświadczalnych.
W 1966 r. inż. Eder odszedł na emeryturę, a jego długoletnim następcą został dr hab. Jerzy Tumiłowicz, pracownik Arboretum od 1959 roku. Od 2002 roku obowiązki kierownika pełni mgr inż. Piotr Banaszczak.

## Kolekcje roślin
Dziś kolekcje Arboretum składają się z kilku podstawowych grup:
- kolekcje roślin drzewiastych
- leśne powierzchnie doświadczalne
- kolekcje szklarniowe
- alpinarium

### Kolekcje roślin drzewiastych

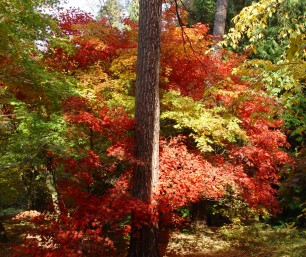
Klony w Arboretum jesienią

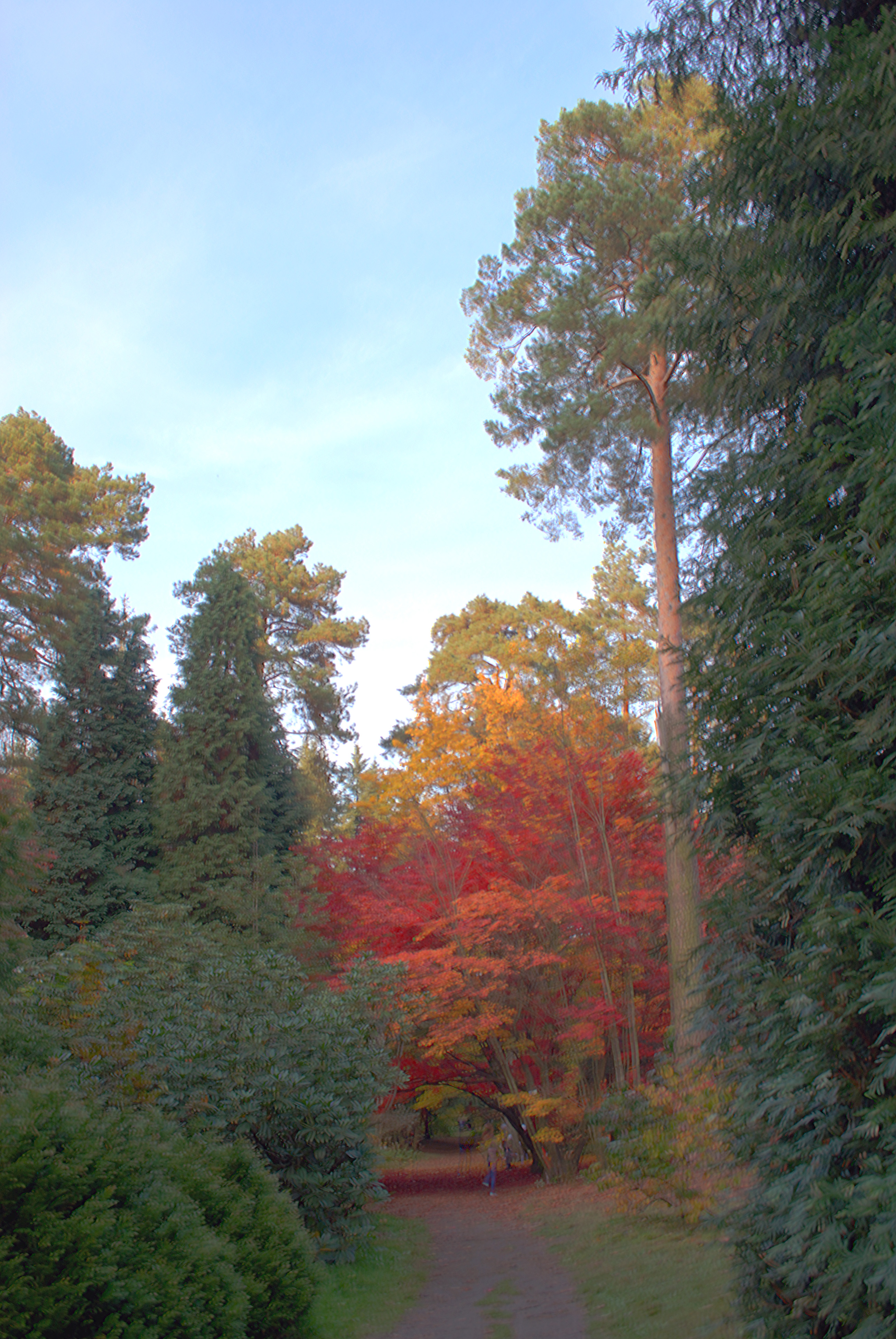
Klony i sosny jesienią

Jest to podstawowa i największa kolekcja roślin w Arboretum. Obejmuje drzewa, krzewy i krzewinki rosnące i zimujące w gruncie na terenie ogrodu pojedynczo i w grupach. Kolekcja ma charakter uniwersalny. Do uprawy wprowadzana jest większość rodzajów i gatunków roślin, jakie mogą rosnąć w strefie klimatycznej Arboretum. W ostatnich latach szczególna uwaga jest zwracana na pozyskiwanie nowych roślin ze stanowisk naturalnych. Stanowią one obecnie większość sprowadzanych roślin. Priorytet mają także taksony botaniczne przed odmianami uprawnymi. Te stanowią ok. 35% liczby uprawianych taksonów.
Kolekcje dendrologiczne Arboretum SGGW są jednymi z największych i najcenniejszych w Polsce. Duża powierzchnia ogrodu pozwala na uprawę większości taksonów w wielu powtórzeniach i w dużej liczbie egzemplarzy pochodzących z różnych stanowisk naturalnego występowania i różnych ogrodów. Daje to unikalne możliwości obserwacji i badań całych populacji roślin, a nie pojedynczych egzemplarzy, jak ma to miejsce w większości innych ogrodów botanicznych i arboretów. Umożliwia to również lepsze zawiązywanie nasion. Poszczególne gatunki sadzi się często w kilku powtórzeniach w różnych warunkach oświetlenia i glebowych dla zaobserwowania różnych reakcji roślin na różne czynniki siedliskowe.
Kolekcje znajdują się na terenie leśnym, na żyznych i kwaśnych glebach płowych, wśród osłaniających je wysokich sosen, dębów, grabów itp. Warunki te determinują dobór gatunkowy kolekcji roślinnych. W kolekcji przeważają gatunki leśne, cienioznośne i kwasolubne. Mniej licznie reprezentowane są rośliny kserotermiczne, światłożądne i o odmiennych preferencjach glebowych.
Kolekcje sadzone są w układzie ekologicznym, tzn. według ich wymagań w stosunku do nasłonecznienia, osłony przed wiatrami, wilgotności, typu gleby itp. Nie ma podziału kolekcji na poszczególne działy geograficzne, systematyczne, morfologiczne itp.
W ramach kolekcji roślin drzewiastych Arboretum specjalizuje się szczególnie w kilku grupach roślin:
- drzewa i krzewy iglaste – taksony botaniczne
- rodzaj Acer L. – klon
- dendroflora Chin
- rodzaj Stewartia L. – stewarcja
- rodzina Araliaceae, a w szczególności rodzaj Eleutherococcus Maxim. – kolcosił
- rodzaj Sorbus L. – jarząb

### Leśne powierzchnie doświadczalne

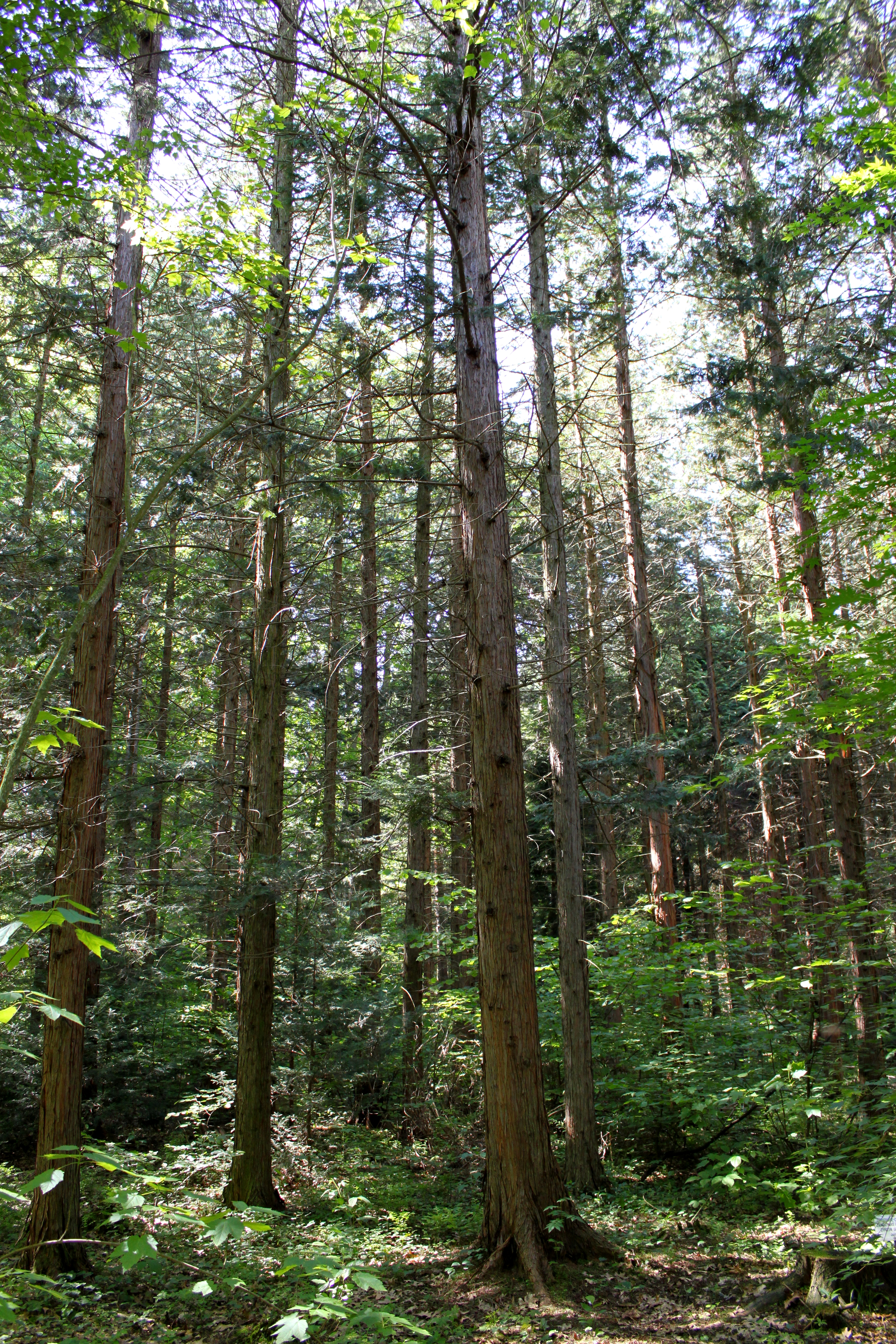
Leśna powierzchnia doświadczalna cyprysika groszkowego z 1948 roku

Leśne powierzchnie doświadczalne to drzewostany z obcymi gatunkami drzew, założone w celach doświadczalnych. Posadzone tu drzewa poddaje się badaniom i obserwacjom, które mają na celu sprawdzenie wzrostu, zdrowotności i produkcyjności poszczególnych gatunków.
W rogowskim arboretum jest ok. 130 poletek doświadczalnych o średniej powierzchni 0,1 ha (0,05-0,5 ha), zajmują one obszar ponad 18 ha. Zlokalizowane są w części północnej i wschodniej ogrodu. Posadzono na nich 75 różnych gatunków drzew obcego pochodzenia, z czego większość (ponad 50) to rośliny iglaste. Drzewa liściaste odgrywają podrzędną rolę w gospodarce leśnej, dlatego też badania nad nimi są ograniczone.
Niektóre powierzchnie założone zostały pod okapem drzewostanu, inne na otwartej przestrzeni.
Drzewa, których wyniki uprawy w Europie są wyjątkowo dobre, posadzono na większej liczbie powierzchni po to, aby sprawdzić ich wrażliwość na różnorodne warunki glebowe, oświetleniowe itp. Chodzi tu przede wszystkim o trzy szybko rosnące gatunki północnoamerykańskie: daglezję zieloną (Pseudotsuga menziesii), żywotnika olbrzymiego (Thuja plicata) oraz o jodłę olbrzymią (Abies grandis).
Na powierzchniach uprawianych jest również kilka innych gatunków jodeł (Abies sp.), świerków (Picea sp.) i modrzewii (Larix sp.).
Bardzo malowniczo wyglądają poletka doświadczalne z cyprysikiem groszkowym (Chamaecyparis pisifera), sosną żółtą (Pinus ponderosa), czy choiną zachodnią (Tsuga heterophylla).
Po kilkudziesięciu latach uprawy poszczególnych gatunków, dokonuje się wstępnej oceny ich przydatności w gospodarce leśnej.

### Kolekcje szklarniowe

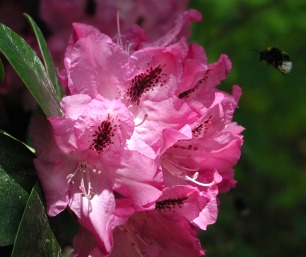
Różanecznik katawbijski

Arboretum posiada dwie szklarnie o łącznym obszarze 0,04 ha. Ze względu na bardzo ograniczoną powierzchnię szklarni kolekcje, które się tam znajdują nie udostępnione do zwiedzania.
Kolekcje szklarniowe stanowią uzupełnienie kolekcji gruntowych i obejmują głównie rośliny ze strefy subtropikalnej, czyli takie, które nie miałyby szans przetrwać w gruncie. Należą do nich m.in.: sekwoja wieczniezielona (Seqoia sempervirens), dąb korkowy (Quercus suber), klon wieczniezielony (Acer sempervirens), magnolia wielkokwiatowa (Magnolia grandiflora), Michelia figo (roślina z rodziny magnoliowatych), Afrocarpus manni, Cupressus torulosa.
Zgromadzonych jest także kilka subtropikalnych oraz tropikalnych gatunków sosen: sosna kalifornijska (Pinus radiata), sosna pinia (Pinus pinea), sosna Montezumy (Pinus montezumae), sosna długoigielna (Pinus palustris), Pinus roxburgii.
Poza tym uprawiane są popularne rośliny subtropikalne i tropikalne, tj. wawrzyn szlachetny, czyli tzw. listek bobkowy (Laurus nobilis), figa (Ficus carica), cykas (Cycas revoluta), awokado (Persea americana), bananowiec (Musa x paradisiaca), kawa (Coffea arabica), oliwka (Olea europaea).
Rośliny te są uprawiane głównie dla edukacyjnych dla studentów botaniki, leśnictwa itp. Część z nich jest również wystawiana na okres maj-wrzesień na zewnątrz i można je oglądać.

### Alpinarium

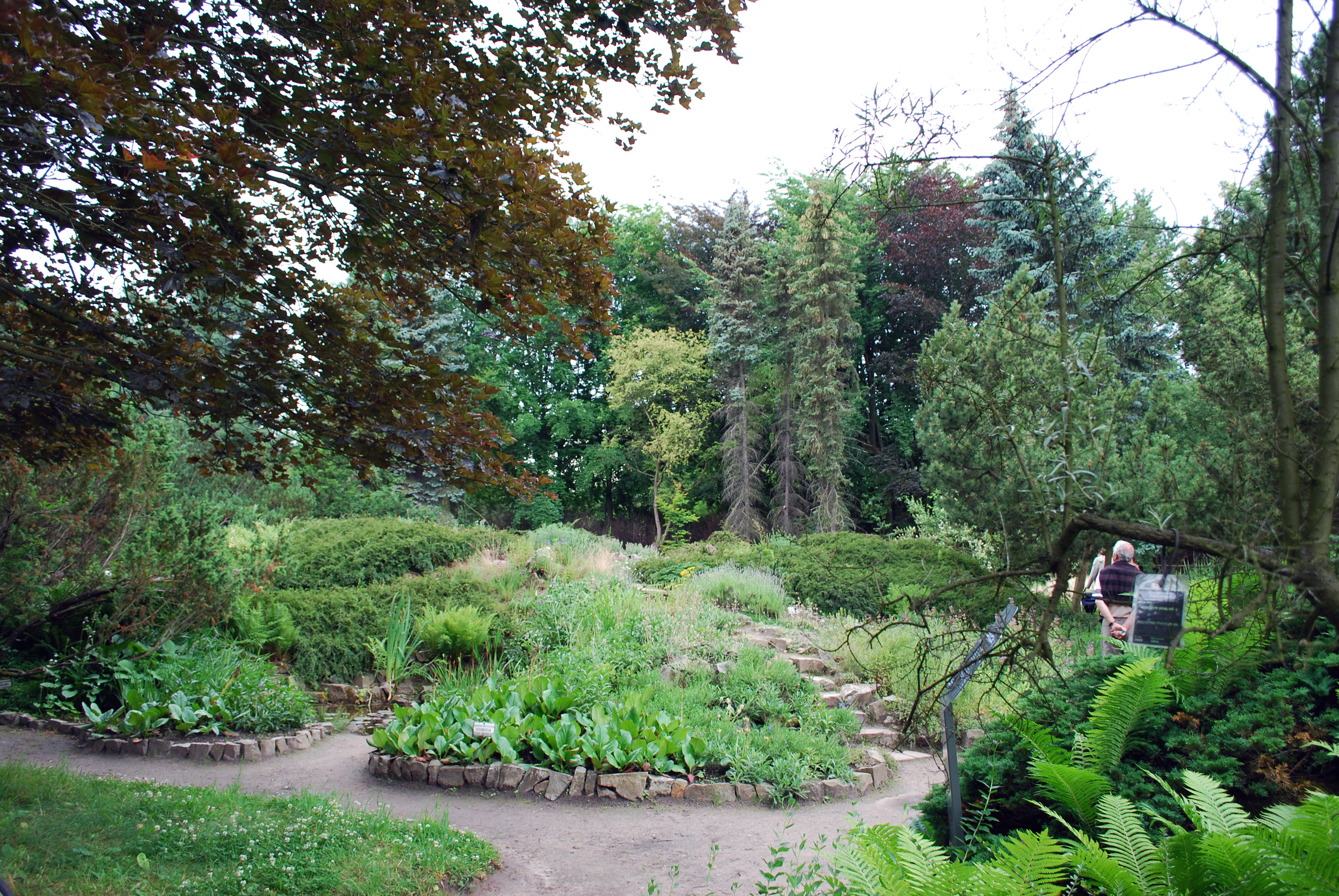
Alpinarium od strony wejścia

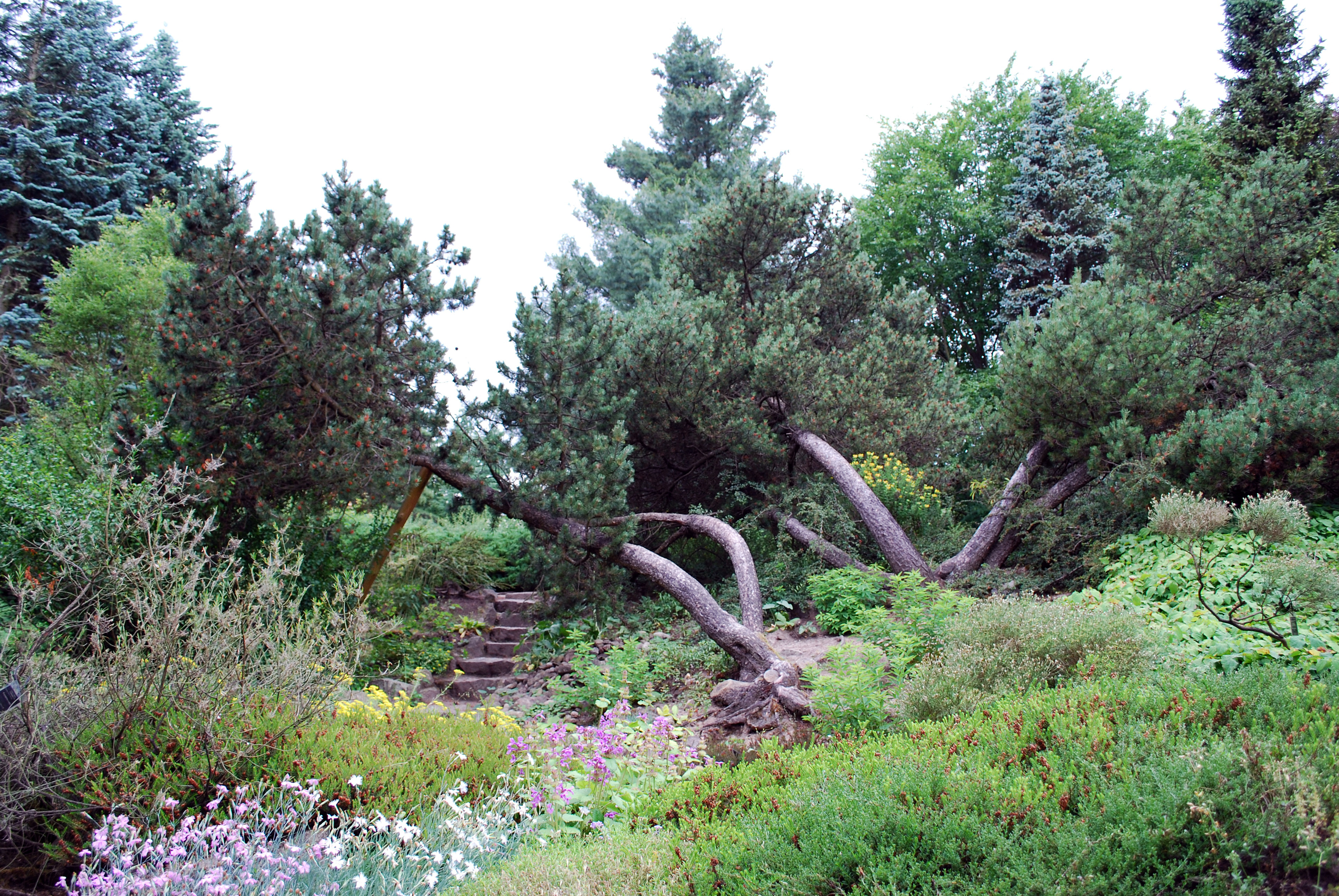
Fragment alpinarium

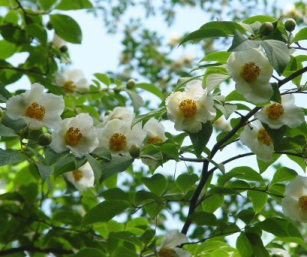
Stewarcja kameliowata „Rogów”

Alpinarium założył w latach 50. XX wieku ówczesny kierownik Arboretum inż. Henryk Eder. Jest to najmniejszy dział ogrodu, zajmuje powierzchnię ok. 1,4 ha, z czego część skalna to 15 arów.
Oprócz wyniesionych na 2 m ponad poziom gruntu skalniaków, założono tu ciąg strumyków, kilka oczek wodnych i pięcioarowy staw z wyspą, na której gnieżdżą się kaczki krzyżówki oraz liczne zaskrońce.
Ogrody skalne nazwano Alpinariami już w XIX wieku na cześć Alp, ponieważ wtedy zapanowała moda na zakładanie tego typu ogrodów w Europie. Badacze przywozili z tych gór ogromną liczbę roślin, które sadzono na ogrodowych skalniakach.
W rogowskim Arboretum można obejrzeć ponad 400 gatunków i odmian roślin, pochodzących z gór całego świata. W większości są to byliny, ale nie tylko. Rosną tu także krzewy i drzewa terenów górzystych, np. majestatyczne świerki serbskie (Picea omorika), kształtne limby (Pinus cembra), srebrzyste jodły kalifornijskie (Abies concolor).
Poza tym założony jest dział flory polskiej, z bylinami, krzewami i drzewami objętymi ochroną prawną w Polsce. Jest to część ogrodu przeznaczona głównie dla wycieczek szkolnych, ale pożyteczna właściwie dla wszystkich zwiedzających. W tej części ogrodu, ale także na terenie całego arboretum spotkać można ponad 80 gatunków roślin prawnie chronionych i zagrożonych w Polsce.
Brzegi strumieni, stawy i oczka porastają bardzo liczne rośliny wodne i nadwodne. W czerwcu rozkwitają piękne białe, żółte, różowe i czerwone grzybienie.
Nad brzegiem strumienia można dostrzec szachownice, storczyki szerokolistne, irysy, dzwończyny, prymule, trzykrotki, tawułki, a nawet zimozielone gatunki bambusów.